# Fredlanea calliste
Fredlanea calliste är en skalbaggsart som först beskrevs av Bates 1881.  Fredlanea calliste ingår i släktet Fredlanea och familjen långhorningar. Inga underarter finns listade i Catalogue of Life.